# Deep Cuts, Volume 3 (1984–1995)
A Deep Cuts, Volume 3 (1984–1995) a brit Queen rockegyüttes válogatásalbuma, melyet 2011. szeptember 5-én adott ki az Island Records. Az album 15 olyan dalt tartalmaz az együttes 1984 és 1995 között megjelent öt stúdióalbumáról, amelyek nem a legnagyobb slágerei a Queennek.

## Az album dalai
1. Made in Heaven
2. Machines (or 'Back to Humans')
3. Don’t Try So Hard
4. Tear It Up
5. I Was Born to Love You
6. A Winter’s Tale
7. Ride the Wild Wind
8. Bijou
9. Was It All Worth It
10. One Year of Love
11. Khashoggi’s Ship
12. Is This the World We Created...?
13. The Hitman
14. It’s A Beautiful Day (Reprise)
15. Mother Love